# Casilda
Casilda es una localidad del sur de la provincia de Santa Fe, Argentina, cabecera del departamento Caseros. Se encuentra a la vera de la RN 33, a 56 km de Rosario y a 208 km de la ciudad de Santa Fe.

## Historia
En 1870, Carlos Casado del Alisal, español, empresario de la colonización, fundó la Colonia Candelaria, en tierras adquiridas a la estancia "Los Desmochados".
Casilda nació a partir de la iniciativa privada, con el aporte del comercio exterior en el marco de un trazado urbano. El impulso del comercio de granos tuvo lugar a partir de 1878, cuando desde Casilda salió el primer cargamento argentino de trigo al mercado europeo.
Casilda creció a partir de la expansión agropecuaria y el nacimiento de Colonia Candelaria gracias a Carlos Casado del Alisal, apoyada por la cercanía del puerto, la inmigración, el esfuerzo local y la instalación del Ferrocarril Oeste Santafesino en 1883. Debido al comercio, la actividad molinera y el acopio de cereales la ciudad se convirtió en centro del intercambio regional abasteciendo a las áreas rurales colindantes, redundando en el aumento de la población y por ende de la construcción de viviendas.
Los vecinos de la zona se organizaron en comisiones de fomento, para regular en forma local el desarrollo y diseño urbano, realizando obras viales, de alumbrado, forestación y canalización. Desde 1886 también efectuaron el control del matadero, los mercados, la construcción de edificios de escuelas primarias y la supervisión de la enseñanza. Estos hechos ayudaron a que la Villa Casilda lograra alcanzar el rango de ciudad el 29 de septiembre de 1907.

## Autoridades
El intendente municipal es el Doctor Guillermo Francella Carraro por Unidos para cambiar Santa Fe
El Concejo municipal está compuesto por siete ediles y funciona en el primer piso del palacio municipal. Los actuales concejales son: Walter Palanca (PRESIDENTE), Marisa Liberato, Silvio Del Grecco, Germán Zarantonello, Celina Aran,  Mauricio Maroevich y Rosana Bonavera.

## Población
Cuenta con 35,058 habitantes (Indec, 2010), lo que representa un incremento del 9% frente a los 32,002 habitantes (Indec, 2001) del censo anterior.
| Gráfica de evolución demográfica de Casilda entre 1887 y 2010 |
|                                                               |
| Fuente: Censos nacionales del INDEC                           |

### Barrios
- Barrio Nueva Roma (A, B, C, D y E).
- Barrio Centro
- Barrio Barracas
- Barrio Alberdi
- Barrio San Carlos
- Barrio Tímermann
- Barrio Granaderos a Caballo
- Barrio Yapeyú
- Barrio UOM (Unión Obrera Metalúrgica).
- Barrio privado "Los Robles"
- Barrio abierto "Timbó" y "Timbó Norte"
- Barrio abierto "Parque Norte"
- Barrio privado "Amaneceres"
- Barrio "Los Tilos"
- Barrio "Casilda Town"

## Puntos turísticos
- Parroquia San Pedro Apóstol
- Museo y Archivo Histórico Municipal "Dos Santos Tosticarelli"
- Museo "Los Desmochados"
- Colonia Candelaria
- Colonia Desmochado Afuera
- Colonia Las Flores
- Río Carcarañá
- Club Náutico Casilda
- Reserva Natural "El Espinillo"
- Área Natural Protegida "Florindo Donatti"
- Parque municipal "Domingo Faustino Sarmiento"
- Las cuatro plazas centrales
- Plaza San Martín
- Aero club Casilda
- Campo de Aeromodelismo
- Capilla "Cristo Rey"
- Paseo del Inmigrante

## Sociedad

### Medios de Comunicación
- La Voz de Casilda - Periódico impreso de llegada regional
- Radio Casilda "Record" - Emisora que transmite en FM 91.1 - Contenido Informativo
- La Vidriera - Semanario de clasificados y noticias
- La Nueva Senda - Portal web de noticias
- Casilda Plus - Portal web de noticias
- Radio Sport Casilda - FM 98.1
- Radio Del Sur FM 90.5

### Instituciones
- Teatro Dante
- Complejo educativo cultural municipal Benito Quinquela Martín
- Facultad de Ciencias Veterinarias de la Universidad Nacional de Rosario.[3]
- El INTA (Instituto Nacional de Tecnología Agropecuaria) posee una importante «agencia de extensión rural» en la zona.[4]
- Escuela Agrotécnica "Libertador General San Martín".[5]
- Instituto Superior de Formación Docente N.º 1 "Manuel Leiva", forma docentes de la ciudad y zona.
- JCI (Cámara Júnior Internacional).
- CEA (Centro de Educación Agropecuaria) N.º 2, formación profesional.
- Club de Leones de Casilda - Casado 2261 - Casilda.
- Club Rotario de Casilda.
- Rotaract Club Casilda.
- Organización Argentina de Mujeres Empresarias.
- ADIC
- ACADIN

### Clubes sociales y deportivos
- Aeroclub Casilda
- Huracán Casilda Club
- Club Aprendices Casildenses
- Club Atlético Alumni
- Club Banfield
- Club Atlético Unión Casildense
- Club Social Casilda
- Casilda Golf Club
- Club Náutico Casilda
- Club Rotario de Casilda
- Rotary Club
- Círculo Deportivo Casilda
- Club de caza y pesca
- Filial del Club Atlético Newell's Old Boys

### Culturales
- Teatro Dante
- Complejo educativo cultural municipal Benito Quinquela Martín
- Banda de música César Mastroiacovo
- MUC (Músicos Unidos Casildenses)
- Cine Teatro Libertador
- Bandas de Rock: Sal de la Huella

### Santo patrono
El patrono de Casilda es San Pedro Apóstol, cuya festividad se celebra el 16 de octubre de cada año.

### Declaraciones oficiales
En 1976 la Legislatura de Santa Fe la declara capital provincial de la miel.
El 20 de enero de 2015 se promulga la Ley 27.099 que declara a la ciudad de Casilda la «Capital Nacional de la Báscula».